# Jorge Molina
Jorge Molina Vidal, född 22 april 1982 i Alcoy, är en spansk före detta fotbollsspelare. Han spelade under sin karriär för bland annat Elche, Real Betis, Getafe och Granada.